# 息長丹生大国
息長丹生 大国（おきながのにう の おおくに、生没年不詳）は、奈良時代の貴族。姓は真人。官位は正五位下・造宮少輔。

## 出自
息長丹生氏（息長丹生真人）は、息長氏の一族である皇別氏族。氏の呼称は近江国坂田郡丹郷（現在の滋賀県米原市丹生）を本拠としていたことに由来する。しかし、氏人が本拠に居住していた記録はなく、多くが京貫で画工司や造東大寺司の画師・仏工を務めた。姓はおそらく元は君（公）でのちに真人に改姓したと想定される。

## 経歴
聖武朝にて画工令史を務める。
天平宝字8年（764年）正月に外従五位下に叙せられ、藤原仲麻呂の乱終結後の10月に大和介に任ぜられる。その後も天平神護3年（767年）播磨員外介、神護景雲2年（768年）美作員外介と称徳朝で地方官を歴任し、神護景雲3年（769年）正五位下に至った。
光仁朝の宝亀2年（771年）造宮少輔として京官に遷っている。

## 官歴
注記のないものは『続日本紀』による。
- 時期不詳：少初位下[3]
- 天平17年（745年） 8月17日：見画工令史[3]
- 時期不詳：正六位上
- 天平宝字8年（764年） 正月7日：外従五位下。10月23日：大和介
- 時期不詳：従五位下（内位）
- 天平神護2年（766年） 正月21日：従五位上
- 天平神護3年（767年） 7月16日：播磨員外介
- 神護景雲2年（768年） 11月13日：美作員外介
- 神護景雲3年（769年） 4月24日：正五位下
- 宝亀2年（771年） 9月16日：造宮少輔